# Namibimydas prinsi
Namibimydas prinsi är en tvåvingeart som beskrevs av Hesse 1974. Namibimydas prinsi ingår i släktet Namibimydas och familjen Mydidae. Inga underarter finns listade i Catalogue of Life.